# Boraure
Boraure é uma cidade venezuelana, capital do município de La Trinidad.